# Großwendern
Großwendern ist ein Gemeindeteil der Stadt Marktleuthen im Landkreis Wunsiedel im Fichtelgebirge (Oberfranken, Bayern).
Das Kirchdorf Großwendern liegt nördlich von Marktleuthen, wo sich die Straße gabelt und den Ort umschließt. Die Staatsstraße 2179 führt weiter nach Spielberg, die Kreisstraße WUN 1 führt nach Niederlamitz. Der Ort liegt am Fuß des Großen Kornbergs.
Siedlungsgeschichtlich interessant ist der nahegelegene sogenannte Burgstall Steinelburg. Zu den Baudenkmälern gehören mehrere Wohnstallhäuser und ein Kreuzstein. Ein Kellerhügel und ein Kellerhohlweg enthalten mehrere Felsenkeller aus dem 19. Jahrhundert.
Mit dem Gemeindeedikt (frühes 19. Jahrhundert) entstand die Ruralgemeinde Großwendern. Diese wurde am 1. Januar 1978 im Zuge der Gebietsreform in Bayern nach Marktleuthen eingemeindet.